# Conseil supérieur de l'information sexuelle, de la régulation des naissances et de l'éducation familiale
Pour les articles homonymes, voir CSIS (homonymie).
Le Conseil supérieur de l'information sexuelle, de la régulation des naissances et de l’éducation familiale (CSIS, couramment abrégé en Conseil supérieur de l'information sexuelle) est un organisme public français créé en 1973 à l'initiative de Lucien Neuwirth qui complète ainsi la loi Neuwirth dépénalisant la contraception. Il est supprimé en 2014.

## Histoire
Le Conseil est créé par la loi no 73-639 du 11 juillet 1973.
Comme elle l'indique, cette loi suit par ailleurs les préconisations du Conseil de l'Europe qui dans sa recommandation du 10 octobre 1972 invitait les États membres à mettre en place des dispositifs d'éducation sexuelle à destination des jeunes. L'article 1er, disposant que « l'information de la population sur les problèmes de la vie est une responsabilité nationale », sera repris dans la loi de 1979 sur l'interruption volontaire de grossesse.
Les dispositions de la loi de 1973 qui a créé le Conseil sont codifiées au Code de la santé publique lors de la refonte de celui-ci en 2000.
Le Conseil est supprimé en 2014 en même temps qu'un certain nombre d'autres commissions administratives à caractère consultatif.

## Tutelle
Ce Conseil est rattaché au ministère chargé des Affaires sociales (à l'origine simplement du ministère de la Santé publique, aujourd'hui également chargé des Affaires sociales).

## Statut et composition
C'est un conseil consultatif, composé à l'origine par deux tiers de représentants de la société civile (« associations, unions, fédérations ou confédérations nationales familiales » ainsi qu'« organismes ayant vocation à la planification familiale, à l'information des couples et à l'information sexuelle » et « centres de planification ou d'éducation familiale ») et pour un tiers de représentants de différents ministères ainsi que de la CNAF et des CNAM. Il comprend enfin des « personnalités qualifiées » siégeant à titre consultatif.
Ainsi, par exemple, Simone Iff représente, de 1974 à 1981, le Mouvement français pour le planning familial au sein du CSIS. Aujourd'hui, outre le Planning familial, le Conseil national de la jeunesse, organisme ministériel créé en 1997, y est représenté, ainsi que le Centre national d'information des droits des femmes et de la famille (CNIDFF), fédération d'associations.

## Activités
Le CSIS publie des rapports, consultables sur le site du ministère, et centralise les informations sur les thèmes concernés.
Dans les années 1980, les membres ayant rédigé les premiers rapports sur la procréation médicalement assistée (PMA) avaient, sauf une exception, tous participé à des réunions consultatives sur le sujet organisées par le CSIS.